# Campionati italiani maschili assoluti di atletica leggera 1926
I XVII campionati italiani assoluti di atletica leggera si sono tenuti a Napoli, nel quartiere Arenaccia, dal 12 al 13 giugno 1926. Furono assegnati ventuno titoli in altrettante discipline, tutti in ambito maschile.
Durante la manifestazione furono migliorati tre record italiani: Giuseppe Palmieri nel salto in alto con la misura di 1,843 m ottenuta a gara conclusa; Giacinto Lambiasi nel salto con l'asta con la misura di 3,59 m; Armando Poggioli nel lancio del martello con la misura di 47,845 m ottenuta fuori gara.
Il titolo italiano della mezza maratona fu assegnato il 2 settembre a Cosenza, mentre quelli della maratona e della maratona di marcia furono assegnati il 10 ottobre a Terni. Il campionato italiano di decathlon si disputò invece il 2-3 ottobre a Torino, mentre quello di corsa campestre ebbe luogo a Milano il 14 marzo.

## Risultati

### Le gare del 12-13 giugno a Napoli
| Specialità             | Oro                                                                                  | Prestazione | Argento                                                                              | Prestazione | Bronzo                                                                         | Prestazione            |
| Corse                  |                                                                                      |             |                                                                                      |             |                                                                                |                        |
| 100 m                  | Alberto D'Agostino Virtus Bologna Sportiva                                           | 11"2/5      | Ruggero Maregatti Gruppo Sportivo Officine Meccaniche                                | a pochi cm  | Franco Reyser Gruppo Sportivo Officine Meccaniche                              | a spalla               |
| 200 m                  | Pietro Pastorino Gruppo Sportivo Nafta                                               | 22"3/5      | Franco Reyser Gruppo Sportivo Officine Meccaniche                                    | a 1 metro   | Ruggero Maregatti Gruppo Sportivo Officine Meccaniche                          | s/t                    |
| 400 m                  | Luigi Facelli Gruppo Sportivo Officine Meccaniche                                    | 50"2/5      | Guido Cominotto Gruppo Sportivo Nafta                                                | a spalla    | Luigi Parolini La Fenice Venezia                                               | s/t                    |
| 800 m                  | Guido Cominotto Gruppo Sportivo Nafta                                                | 2'01"1/5    | Ettore Tavernari AS La Fratellanza 1874                                              | 2'03"1/5    | Euclide Svampa Virtus Bologna Sportiva                                         | a spalla               |
| 1500 m                 | Giovanni Garaventa Gruppo Sportivo Nafta                                             | 4'10"0      | Giuseppe Lippi Club Sportivo Firenze                                                 | 4'16"1/5    | Aldo Laredo Sport Club Galvani                                                 | 4'19"3/5               |
| 5000 m                 | Angelo Davoli Gruppo Sportivo Nafta                                                  | 16'00"4/5   | Aldo Laredo Sport Club Galvani                                                       | 16'04"0     | Giuseppe Zitti 112ª legione MVSN Roma                                          | 16'18"0                |
| 10 000 m               | Francesco May Società Sportiva Trionfo Ligure                                        | 33'17"2/5   | Giuseppe Zitti 112ª legione MVSN Roma                                                | 33'42"0     | Roberto Zuccaro Veloce Club Trastevere                                         | 34'19"4/5              |
| 110 m hs               | Adolfo Contoli Virtus Bologna Sportiva                                               | 16"2/5      | Carlo Sisti SEF Stamura                                                              | a 3 metri   | Medaglia non assegnata                                                         | Medaglia non assegnata |
| 400 m hs               | Luigi Facelli Gruppo Sportivo Officine Meccaniche                                    | 55"0        | Giovanni Poggi Gruppo Sportivo Officine Meccaniche                                   | 1'00"1/5    | Carlo Sisti SEF Stamura                                                        | s/t                    |
| 3000 m siepi           | Nello Bartolini Club Sportivo Firenze                                                | 10'18"0     | Giovanni Garaventa Gruppo Sportivo Nafta                                             | 10'28"0     | Antenore Negri Gruppo Sportivo Officine Meccaniche                             | 10'41"4/5              |
| Marcia 10 000 m        | Armando Valente Gruppo Sportivo Nafta                                                | 46'57"0     | Mario Fradegrada 112ª legione MVSN Roma                                              | 47'44"3/5   | Luigi Bosatra Sport Club Italia                                                | 49'16"0                |
| Staffetta 4×100 m      | GS Officine Meccaniche Natale Oldoni Antonio Maineri Gustavo Dazio Ruggero Maregatti | 43"2/5      | La Fenice Venezia Giuseppe Cappelletti Giovanni Bocchese Luigi Parolini Aldo Colussi | 44"2/5      | Virtus Bologna Sportiva Gustavo Baracchi Bassi Mario Borghi Alberto D'Agostino | s/t                    |
| Staffetta 4×400 m      | GS Officine Meccaniche Pietro Grassi Giovanni Poggi Ettore Falconi Luigi Facelli     | 3'30"0      | La Fenice Venezia Giovanni Bocchese Aldo Colussi Giuseppe Cappelletti Luigi Parolini | s/t         | Virtus Bologna Sportiva Arnaldo Suzzi Euclide Svampa Bassi Mario Borghi        | s/t                    |
| Salti                  |                                                                                      |             |                                                                                      |             |                                                                                |                        |
| Salto in alto          | Giuseppe Palmieri Virtus Bologna Sportiva                                            | 1,80 m      | Carlo Ghiringhelli Gruppo Sportivo Officine Meccaniche                               | 1,77 m      | Pio Caliari Unione Ginnastica Trento                                           | 1,70 m                 |
| Salto in alto          | Giuseppe Palmieri Virtus Bologna Sportiva                                            | 1,80 m      | Carlo Ghiringhelli Gruppo Sportivo Officine Meccaniche                               | 1,77 m      | Mario Turra Società Atletica Virtus Napoli                                     | 1,70 m                 |
| Salto con l'asta       | Giacinto Lambiasi Pro Lissone                                                        | 3,59 m      | Adolfo Contoli Virtus Bologna Sportiva                                               | 3,50 m      | Alvaro Bulgarelli Forti e Liberi Forlì                                         | 3,50 m                 |
| Salto in lungo         | Virgilio Tommasi Fondazione Bentegodi Verona                                         | 6,94 m      | Giovanni Bocchese La Fenice Venezia                                                  | 6,69 m      | Enrico Torre Club Sportivo Firenze                                             | 6,59 m                 |
| Salto triplo           | Mario Trabucco Gruppo Sportivo Nafta                                                 | 13,06 m     | Carlo Sisti SEF Stamura                                                              | 12,90 m     | Valentino Innocenti Club Sportivo Firenze                                      | 12,50 m                |
| Lanci                  |                                                                                      |             |                                                                                      |             |                                                                                |                        |
| Getto del peso         | Albino Pighi Fondazione Bentegodi Verona                                             | 12,61 m     | Clemente Romanò Gruppo Sportivo Officine Meccaniche                                  | 12,32 m     | Gustavo Baracchi Virtus Bologna Sportiva                                       | 11,15 m                |
| Lancio del disco       | Albino Pighi Fonazione Bentegodi Verona                                              | 40,26 m     | Giacomo Carlini Gruppo Sportivo Nafta                                                | 38,06 m     | Armando Poggioli Società Ginnastica Panaro Modena                              | 37,80 m                |
| Lancio del martello    | Armando Poggioli Società Ginnastica Panaro Modena                                    | 46,85 m     | Fernando Vandelli AS La Fratellanza 1874                                             | 39,91 m     | Medaglia non assegnata                                                         | Medaglia non assegnata |
| Lancio del giavellotto | Antonio Capecchi Unione Sportiva Pistoiese                                           | 53,30 m     | Alberto Dominutti Guardia di Finanza Roma                                            | 52,02 m     | Giuseppe Palmieri Virtus Bologna Sportiva                                      | 50,67 m                |

### La corsa campestre del 14 marzo a Milano
Il campionato italiano di corsa campestre si tenne a Milano su un percorso di 12 km e vi presero parte 82 atleti.
| Specialità              | Oro                                 | Prestazione | Argento                                | Prestazione | Bronzo                                    | Prestazione |
| Corsa campestre (12 km) | Angelo Davoli Gruppo Sportivo Nafta | 41'53"0     | Romeo Bertini Sport Club Emilio Lunghi | 42'02"1/5   | Luigi Boero 80º o 89º Reggimento fanteria | s/t         |

### La mezza maratona del 12 settembre a Cosenza
La gara si corse a Cosenza su un percorso di 20 km con partenza e arrivo in corso Umberto, passando per Castiglione Cosentino e Ponte Settimo.
| Specialità             | Oro                                            | Prestazione | Argento                                   | Prestazione | Bronzo                                               | Prestazione |
| Mezza maratona (20 km) | Stefano Natale Società Podistica Marletti Roma | 1h14'44"    | Mauro Magiante Sport Club Aurora Chiavari | 1h16'57"    | Gioacchino Rocchetti Società Podistica Marletti Roma | 1h18'04"    |

### Il decathlon del 2-3 ottobre a Torino
| Specialità | Oro                                      | Prestazione | Argento                            | Prestazione | Bronzo                 | Prestazione            |
| Decathlon  | Gustavo Baracchi Virtus Bologna Sportiva | 4650,60 p.  | Giosuè Poli Unione Sportiva Fulgor | 4155,42 p.  | Medaglia non assegnata | Medaglia non assegnata |

### Le maratone di corsa e marcia del 10 ottobre a Terni
Le gare di 12,250 km di corsa e di marcia si disputarono a Terni con partenza al motovelodromo, passando per Arrone, Ferrentillo e tornando poi al motovelodromo, dove le gare si conclusero con dodici giri di pista. Alla maratona parteciparono 27 atleti, mentre erano 32 i partenti della gara di marcia.
| Specialità                     | Oro                                            | Prestazione | Argento                                             | Prestazione | Bronzo                                   | Prestazione |
| Maratona                       | Stefano Natale Società Podistica Marletti Roma | 2h58'14"    | Natale Bovone 3ª Legione Milizia ferroviaria Genova | 3h04'39"    | Roberto Zuccaro Veloce Club Trastevere   | 3h11'30"    |
| Maratona di marcia (42,400 km) | Attilio Callegari 112ª legione MVSN Padova     | 3h52'55"    | Giulio De Petra 138ª legione MVSN Napoli            | 4h06'35"    | Ettore Rivolta Unione Sportiva Carrobbio | 4h10'14"    |